# Abteikirche Liesborn

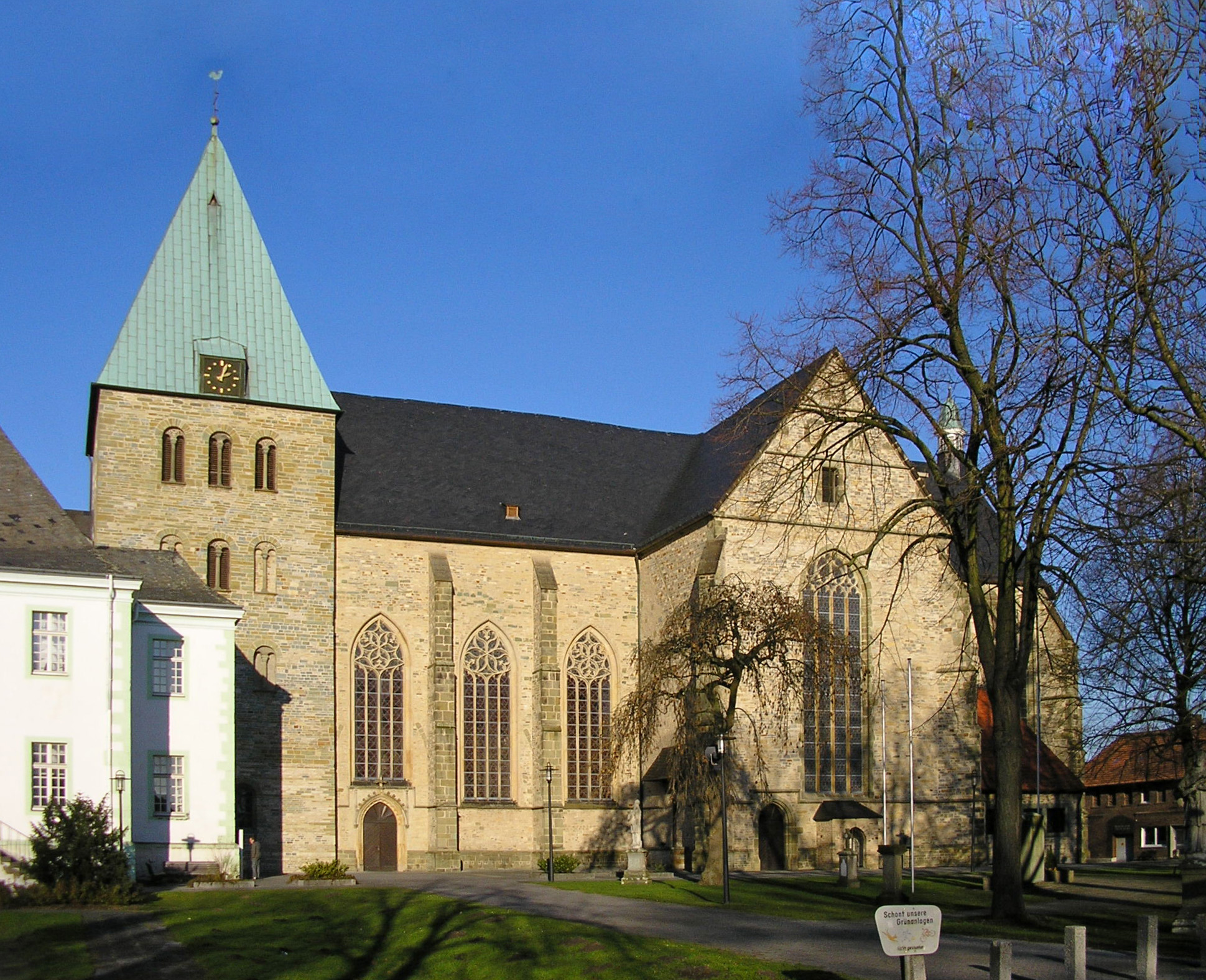
Abteikirche Liesborn

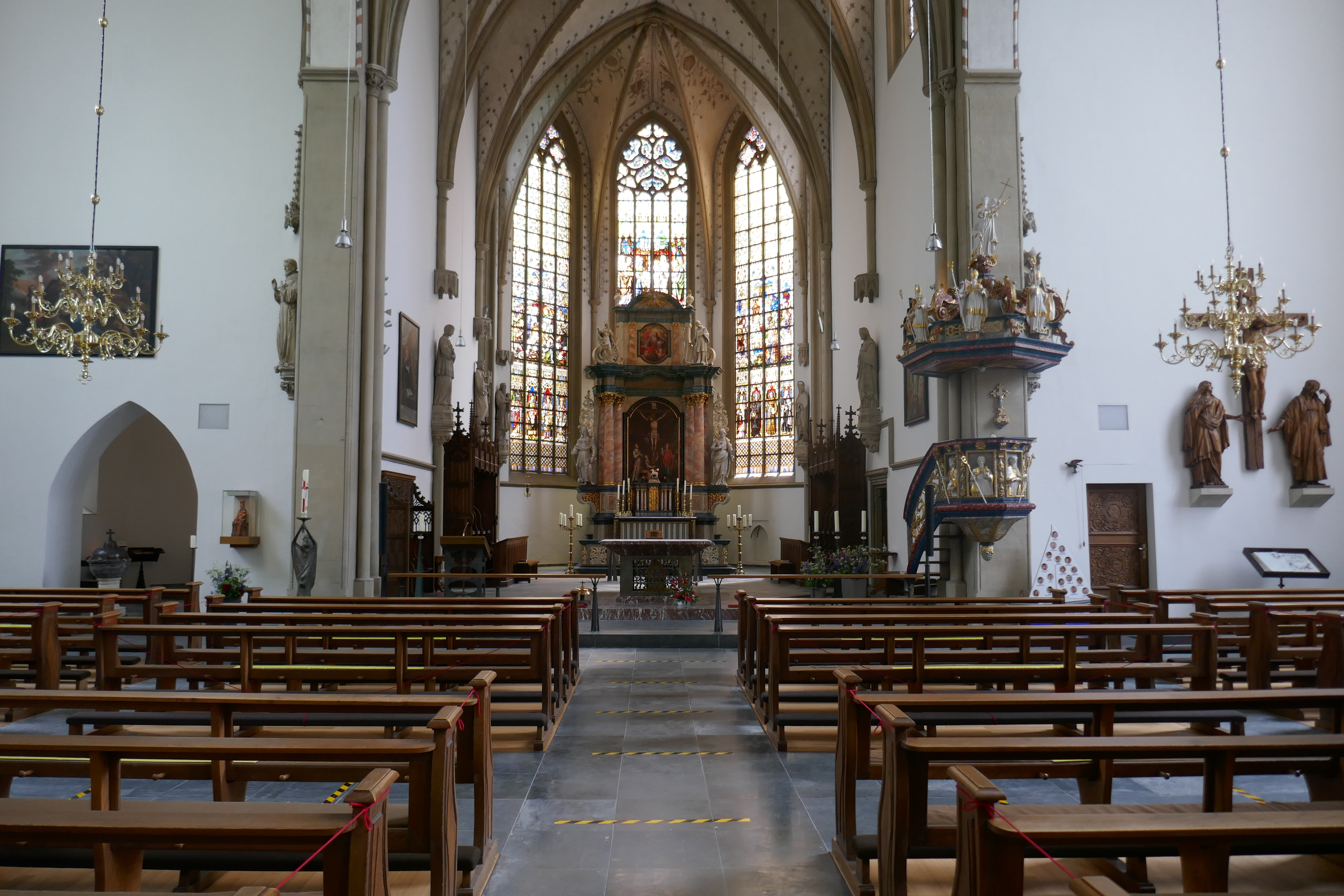
Innenraum

Die  römisch-katholische Abteikirche Ss. Cosmas und Damian Liesborn ist ein Kirchengebäude in Liesborn in der Nähe von Lippstadt in Nordrhein-Westfalen. Der erste, ursprüngliche Kirchenbau gehörte dem im 9. Jahrhundert gegründetem Damenstift an, wovon aber nur vereinzelt unterirdische Bauüberreste vorhanden sind. Aus dieser Ursprungskirche ist die Abteikirche hervorgegangen, eine gotische Saalkirche (15. Jahrhundert) mit einem romanischen Turm (um 1100). Bis zur Auflösung der Benediktinerabtei im Jahr 1803 dienten der östliche Chorraum sowie die Vierung mit Querschiff als Mönchskirche, während das westliche Langhaus als Pfarrkirche genutzt wurde; danach wurde die Kirche im Zuge der Säkularisation vollständig zur Pfarrkirche umgewidmet.
Von 1131 bis zur Säkularisation 1803 war die Kirche geistliches Zentrum des Benediktinerklosters Liesborn. Das angrenzende Museum Abtei Liesborn beinhaltet einige Exponate aus der Klosterzeit und beschäftigt sich unter anderem auch ausführlich mit der Standortgeschichte des Klosters. Glanzlicht der Sammlung des Museums ist das Liesborner Evangeliar, das während liturgischen Veranstaltungen in dieser Klosterkirche verwendet wurde.

## Baugeschichte
Von der ursprünglichen Klosterkirche, wie sie zu Beginn der Klostergeschichte im 9. Jahrhundert aussah, sind keine Quellen überliefert. 1121 brannte die Klosterkirche in Liesborn beim Durchzug der Truppen des Herzogs Lothar von Sachsen vollständig ab. Das Stift wurde 1131 in ein Benediktinerkloster umgewandelt. 1221 wurde die Pfarre erstmals urkundlich erwähnt, besteht aber seit Gründung des Klosters. 1271 zerstörte ein weiterer Brand Kirche und Kloster. Der Chorbereich der heutigen Kirche ist 1306 begonnen worden, wurde nach langer Unterbrechung aber erst 1465 vollendet. Das Querhaus wurde 1499–1503 errichtet. Bis zur Auflösung des Klosters 1803 diente der östliche Chorraum und die Vierung mit Querschiff als Mönchskirche, das Langhaus im Westen als Pfarrkirche. Die umfangreichsten Restaurierungen des Kirchengebäudes fanden in den Jahren 1886, von 1961 bis 1965, 2001 und 2008 statt.

## Ausgrabungsfunde
Bei Ausgrabungen am Turm 1980 fand man Steinfundamentreste eines Baus, der nach Mauertechnik in das 9. Jahrhundert datiert werden kann. Somit erscheint es schlüssig, dass es sich hierbei um die Fundamente der ältesten, nicht mehr erhaltenen Kirchenanlage handelt. Des Weiteren fand man einen dreischiffig gegliederten Baukörper, der zeitlich zwischen die ältesten Fundamente und den romanischen Turm von 1100 gehört. Man vermutet, dass dieser zu einem Westwerk mit Nonnenempore gehörte. Im Querschiff der Kirche fand man 1964 bei Heizungseinbauten Fundamente und Estriche, die auf mindestens zwei Vorgängerbauten hindeuten. Bei Arbeiten in den 1970er Jahren fand man Objekte aus dem 9. und 10. Jahrhundert sowie ein Gräberfeld im Süden der Kirche.
Unterhalb der Orgelempore fand man bei den letzten Restaurierungsarbeiten Überreste von spätmittelalterlichen Fresken. Bei einer Mauerwerkssanierung 2004 fielen beim Ausräumen der Fugen einige Steine aus der Wand, die einen dahinterliegenden größeren Hohlraum sichtbar machten. Diese Wandnische ist auch mit einem Freskenprogramm aus dem frühen 18. Jahrhundert ausgestattet, welches unter anderem die hl. Veronika, das Antlitz Christi und die Fünf Wunden Christi zeigen. Die Nische wurde wieder verschlossen.

## Turm
Der älteste erhalten gebliebene Bauteil ist der Turm am Westende der Abteikirche, er stammt noch aus der Zeit des Frauenstifts. Die vorletzte Äbtissin Oderadis baute den Turm laut chronikalischen Nachrichten um 1100 neu. Legenden zufolge soll unter diesem Turm das Grab der ersten Äbtissin Rotswindis liegen. Bei Ausgrabungen in den 1980er Jahren fand man hier auch ein Frauengrab, welches aber aufgrund schwerer Wetterlage unerforscht blieb.
Der romanische Bau ist mit Biforien ausgestattet, einer romanischen Fensterart, bei der zwei Bögen durch eine Säule mit Würfelkapitell getrennt ein Fenster ergeben. In Liesborn sind die Biforien klassisch mit Überfangbogen verbunden, zwei kleine Rundbögen werden zu einem großen Bogen verbunden. In drei Reihen befinden sich je drei Fenster, insgesamt also neun auf der von der Straße aus sichtbaren Seite des Turms. Auf der Seite des ehemaligen Kreuzgangs befinden sich nur sieben Biforien. Das Dach ist pyramidenförmig. Nach Norden und Westen hatte man über den Turm Anschluss an die früheren, nicht mehr erhaltenen Bauwerke des mittelalterlichen Klosters. An der Nordseite des Turms kann man bauliche Überreste in den Steinmauern sehen, die auf einen zweigeschossigen Kreuzgang schließen lassen.
Der Bau weist im Erdgeschoss nach Osten eine wiederhergestellte halbrunde Absisnische auf. Hier befand sich wohl eine kleine Kapelle für Werktagsgottesdienste.  Im ersten Geschoss sind vier vermauerte fensterähnliche Öffnungen zu finden, die zum Kirchenschiff gerichtet sind. Vermutlich gehörten diese zu einer Nonnenempore.
In der Turmkapelle findet man einige Wandmalereien aus der ersten Hälfte des 14. Jahrhunderts, die 1921 restauriert und durch Übermalungen leider verfälscht wurden. Zu sehen sind unter anderem die Hl. Katharina, hl. Christophorus, hl. Barbara oder der Patron des Klosters hl. Simeon. Des Weiteren findet man zwei Wappenschilde für Lippe und Münster sowie einige Inschriften in gotischen Minuskeln. Diese Malereien lassen sich in die Amtszeit des Abtes Florin (1304–1328) datieren, neben einer Halbfigur eines Abtes/Bischofs mit Buch und Stab spricht auch eine Inschrift von ihm als den Restaurator dieses Ortes. Im Gewölbe des Turms sind einige einfache Pflanzenornamente der Deckenmalerei von um 1500 erhalten geblieben.

## Kirche
Die Südwand der Kirche ist durch Maßwerkfenster gegliedert, die zusammen mit dem Südportal in ihrer ehemaligen Form erhalten geblieben sind. Im Osten ist der Baukörper mit einem großen polygonal geschlossenen Chor gestaltet, der im Süden durch die neue Sakristei und im Norden durch die Marienkapelle flankiert wird. Um die beiden Baukörper Turm und Kirchenschiff optisch ein wenig zu verbinden, ist das Dach des Kirchenschiffs so angehoben, dass sich der First beim beginnenden Turmdach befindet. An den Kirchenbau schließt die barocke Abtresidenz an, in dem sich heute das Museum Abtei Liesborn des Kreis Warendorf befindet.

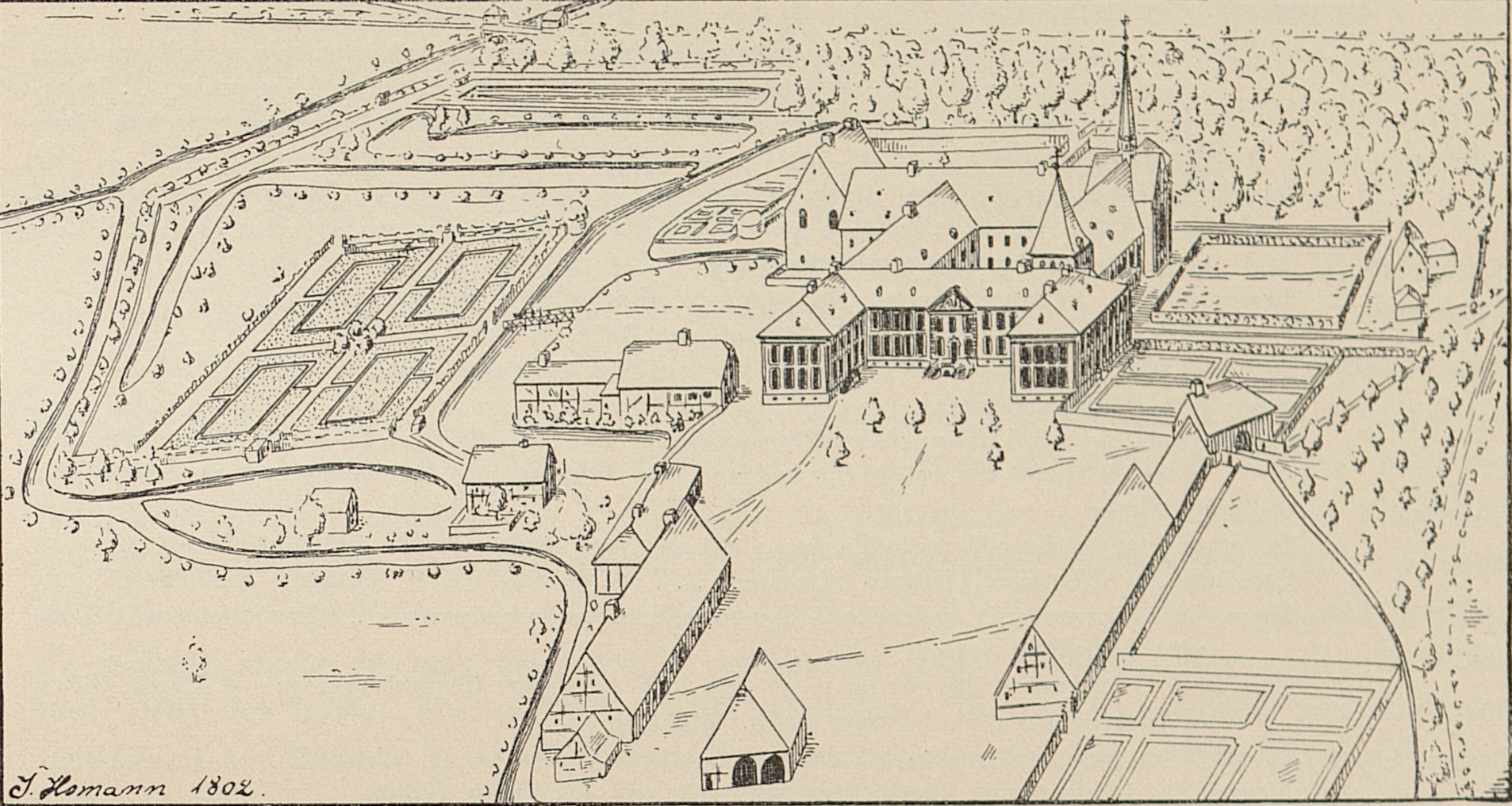
Die Klosteranlage im Jahr 1802

Im Innenraum des Kirchenschiffs besticht die Deckengestaltung durch ein Kreuzrippengewölbe, ergänzt mit ausgestalteten Gurtbögen. Die Schlusssteine sind plastisch und verschieden malerisch ausgestaltet. Die Gewölbefelder erscheinen in einem warmen Altweiß und sind alle mit Rankenmalereien verziert, die entlang der Rippen aufsteigen und sich im Bereich der Schlusssteine sammeln. Diese Gestaltung erinnert an das „Himmlische Paradies“ (den Paradiesgarten) und stammt aus den Jahren um 1465. Im Bereich der Vierung findet man ein ungewöhnliches Gewölbemuster, welches einem Sterngewölbe ähnelt, aber durch eine kreuzartige Struktur entlang der Gewölbe- und Schildbogenscheitel getrennt wird. An der Ostkappe der Vierung befindet sich die einzige figürliche Ausgestaltung dieser Deckenmalerei in Form einer Strahlenkranzmadonna. Die Gottesmutter Maria ist als Himmelskönigin mit dem Jesuskind zu sehen, im Strahlenkranz mit einem äußeren Rosenkranz und umgeben von vier musizierenden Engeln.
Die rein floral gestalteten Glasmalereien stammen aus dem Jahre 1895 und wurden von der Glasmalereiwerkstatt Anton von der Forst in Münster ausgeführt. Die Chorfenster der Kirche weisen als einzige ein figurenreiches Bildprogramm mit christlicher Ikonographie auf. Die Mittelachse der Chorverglasung zeigt die Szene der Darbringung im Tempel, die die Erscheinung des Gottessohnes repräsentiert und sich zugleich auf das Siemonspatrozinium der Kirche bezieht. Auf dem linken Chorfenster sieht man die Geburt Christi, die Verehrung des neugeborenen Erlösers mit den Hll. Juliana, Cosmas, Damian, und Karl d. Gr. Das rechte Chorfenster stellt die Anbetung der Heilige drei Könige dar, in der Verehrung des Christuskindes mit den Hll. Agatha, Benedikt, Franziskus von Assisi und Antonius d. Gr.

## Altäre

### Spätgotischer Hochaltar
Der frühere Hochaltar des Mönchschors aus der Spätgotik wird dem anonymen Meister von Liesborn zugeschrieben, der über genau dieses Altarbild definiert wird. Mehr dazu: Liesborner Altar. Er war der Mutter Maria, dem Propheten Simeon und den Arztheiligen Cosmas und Damian gewidmet.

### Barocker Hochaltar

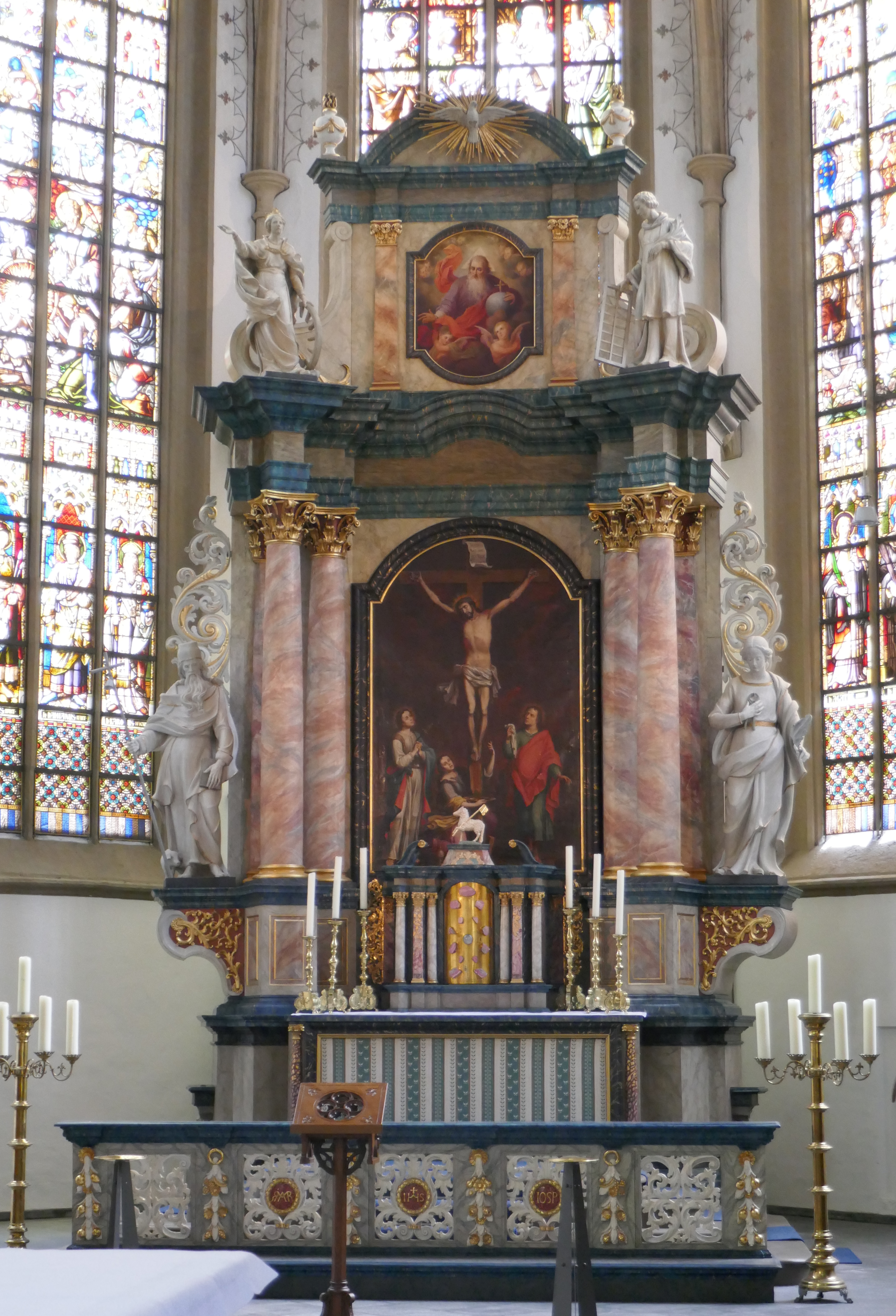
Barocker Hochaltar

Der barocke Hochaltar entstand im Zuge der barocken Umgestaltung der Abteikirche unter Abt Gregor Waltmann (1698–1739). Doch wie dieser Altar aussah, ist nicht zu hundertprozentig gesichert. Das heutige Aussehen des Altars geht auf ergänzende Restaurierungen in den Jahren 1925/1926 von der Bildhauerwerkstatt Julius Mormann und dem Maler Heinrich Repke zurück. Dabei wurden vermutlich Teile anderer ehemaliger Barockaltäre der Kirche weiterverwendet. Der Altar zeigt klassisch barocke Züge in der Gestaltung: antike Bauelemente wie Säulen korinthischer Ordnung, Pilaster und die strenge Aufteilung in Gesims, Fries, Architrav, Kapitell, Schaft und Basis. Die Figuren befinden sich in anatomisch genauen, jedoch in theatralischer Art bewegten Körperhaltungen. Die Gewänder sind schwungvoll und effektvoll drapiert, wie vom Wind bewegt. Der Altar wird ergänzt durch reichliche Goldverzierungen, Marmor und das barocke Bandelwerk. Das Hauptbild des Altars ist eine Kreuzigungsszene von Hermann Veltmann aus dem Jahr 1702, im Stil des Barocknaturalismus. Darüber, im Attikabereich über dem Gebälk, befindet sich eine kleinere Malerei von Gottvater, die von korinthischen Pilastern gesäumt wird und auch mit einem Gebälk abschließt. Darüber befindet sich krönend ein Segmentgiebel mit einer von Goldstrahlen umgebenen, plastisch ausformulierten Taube. Dadurch schließt sich die Darstellung in einer Vertikalachse der Dreifaltigkeit. Als Ergänzung wird das Tabernakelgehäuse mit dem Siegeslamm als Agnus Dei in eben jener Achse ergänzt.

## Reliquien
Die Liesborner Klosterkirche ist in Besitz eines Unterarmknochens, der von Simeon stammen soll. Es soll sich hier um eine der wenigen Berührungsreliquien, da Jesus bei der Darbringung im Tempel gemäß der bibel von Simeon gehalten wurde. Die Reliquie wird in einem goldenen Reliquienschrein aufbewahrt. Dieser wurde 1878 im neugotischen Stil nach mittelalterlichen Vorbildern in Hausform (als Haus Gottes) gestaltet. An einer Stirnseite findet man die Szene der Darbringung im Tempel, bei der der hl. Simeon Jesus als den Messias erkennt und emporhebt. Auf der anderen Seite befindet sich eine Darstellung des Gnadenstuhls als Trinität, mit Gottvater auf einem Thron, dem gekreuzigten Sohn Christus und dem Heiligen Geist. An den Längswänden des Reliquienschreins sind die zwölf Apostel eingraviert.

## Grabmäler
In der Turmkapelle findet man die älteste noch erhaltene Grabplatte, die des Abtes Burchard (1221–1239). Außer dieser sind nur noch zwei Epitaphe erhalten, die an die Äbte Heinrich Hase (1739–1751) und Ludger Zurstraßen (1767–1798) an der Westwand des Querschiffs. Einige nicht immer zu identifizierende Grabplatten Liesborner Mönche des 17. und 18. Jahrhunderts befinden sich innen an den nördlichen und südlichen Querhauswänden und außen an der Kirche sowie ebenerdig im Bereich von Kirche und Abteigebäude.

## Ausstattung

### Kanzel
Am südöstlichen Pfeiler der Vierung befindet sich eine Kanzel, die noch aus der barocken Kirchenausstattung erhalten geblieben ist. Auf dem Kanzelkorb sieht man Reliefs der vier lateinischen Kirchenväter Gregor der Große, Augustinus, Ambrosius und Hieronymus. Am sechseckigen Schalldeckel der Kanzel schwebt eine weiße Taube umgeben von goldenen Strahlen, die aufgrund ihrer Position über dem Redner schwebt. Darüber sind die Statuen fünf heiliger Bischöfe aufgestellt, die ohne eindeutige ikonographische Attribute dargestellt werden. Die Bekrönung der Kanzeldecke zeigt eine Maria Immaculata. Die raumgreifenden und sowohl in Gold als auch marmoriert gefassten Elemente entsprechen der restlichen barocken Gestaltung des Hauptaltars in Theatralik.

### Doppelte Strahlenkranzmadonna
Im Westteil des Langhauses findet man eine Doppelfigur der Strahlenkranzmadonna. Sie wurde von Münsteraner Evert van Roden um 1525 geschaffen und hängt in der Kirche über dem Gang. Die Darstellung geht auf eine Vision von Johannes dem Evangelisten zurück: ihm erschien die Gottesmutter als Frau „mit der Sonne bekleidet; der Mond war unter ihren Füßen und ein Kranz von zwölf Sternen auf ihrem Haupt.“ (Off. 12.1). Die östliche Seite ist nicht farbig gefasst und eine spätere Replik des Originals, welches sich im Westfälischen Landesmuseum in Münster befindet.

### Thronende Madonna
Die hölzerne Madonnendarstellung mit Christuskind wird aufgrund der stilistischen Gestaltung in die Spätromanik um 1250 datiert. Nur wenige Überrechte einer polychromen Fassung sind verblieben. Dargestellt sind die Figuren im sedes sapientiae-Typus, Maria sitzend als der Thron für Christus, als ‘Thron der Weisheit’. Gemäß der Epoche liegen hier gestalterisch Symmetrie und Linearisierung sowie Frontalität im Fokus. Eine Urkunde von 1257 berichtet, dass die Statue von Mönchen in einer Mauer gefunden wurde, weshalb die Figur im Volksmund den Beinamen „Mauder Gott in die müer“ erhielt. Die Verehrung dieser Marienikone als sedes sapientiae war in Liesborn besonders intensiv, diese Darstellung war Teil aller Prozessionen der Abtei.

### Chorgestühl
In der Kirche sind noch immer Fragmente des spätmittelalterlichen Chorgestühls erhalten, welche zur früheren Ausstattung des Mönchschors aus der Spätgotik um 1465 gehören. Sie sind Teil der Neuausstattung des Chorbereichs unter Abt Heinrich von Kleve (1464–1490). Der dreisitzige Levitenstuhl an der nördlichen Wand des Chores wurde um 1520 hergestellt. In seinem ikonographischen Bildprogramm zeigt er die traditionelle Heiligenverehrung der Benediktiner, mit der Kreuzigung Christus’ mit Maria und Johannes sowie Darstellungen von Maria Magdalena, Franziskus, Benedikt und Scholastika.
Die Beichtstühle wurden im späten 19. Jahrhundert im neogotischen Stil hinzugefügt und historisierend angepasst.

### Orgel
1829 wurde während den Umbauten der Kirche eine neue Orgel unter Verwendung alter Pfeifen vom Beckumer Orgelbauer Hermann Dreymann geschaffen. Sie befindet sich an der Westwand des Langhauses. Die Orgel reiht sich gestalterisch in die Züge des Klassizismus ein, frei von jeglichem Bilderschmuck. Zuletzt wurde das Orgelwerk 1963 von der Rietberger Firma Bernhard Speith renoviert und umgebaut. Das Orgelwerk ist nach dem Schleifladensystem mit elektrischer Spiel- und Registertraktur erbaut. Die 22 Register verteilen sich auf zwei Manuale und das Pedal wie folgt:
- Hauptwerk (1. Manual) = 9 Register
- Brustwerk (2. Manual) = 7 Register
- Pedalwerk = 6 Register

Mehrere Register der alten Orgel wurden vollständig wieder verwertet, acht wurden neu erstellt und sieben nur zum Teil erneuert. Die Bälge, der Windmotor und die Pedallade sind aus neuem Material. Die Disposition betont im Hauptwerk durch den Prinzipalchor, der auf 8‘-Basis beginnt, in Verbindung mit der Trompete 8‘ die so notwendige Fundamentierung. Ein Gegengewicht erhält die Disposition durch das hellere Brustwerk. Das Pedalwerk ist so reich besetzt, dass man den Gebrauch der Pedalkoppeln weitgehend einschränken kann. Die innere Anlage besticht durch die Sauberkeit der Ausführung. Die Traktur ermöglicht eine Modifizierung des Anschlages, die unbedingte Voraussetzung für die stilgerechte Interpretation der alten und neuen Orgelliteratur ist. Bei längerem Organo pleno-Spiel und schnell repetierten vollen Akkorden kann keine Spur von Windstößigkeit festgestellt werden. Die Windladen sind durchstecherfrei.

## Liesborner Weihnachtslied
In der zur Abteikirche gehörenden Pfarrei gibt es ein eigenes Weihnachtslied „Jehova Gott ist Mensch geboren“. Es stammt noch aus der Zeit des Hochstifts Münster, vor Auflösung der Abtei und ist über 200 Jahre alt. Es war bereits Bestandteil des Gesangbuches 	
Gesang- und Gebethbuch zum Gebrauche der Römisch-Katholischen (sic!) 3. Auflage erschienen in Münster bei Aschendorf, 1801
An der Weihnachtskrippe in der Abteikirche ist die erste Zeile dieses Liedes in den zugehörigen Stall geschnitzt.

## Glocken
Im Turm befinden sich heute noch drei alte Glocken:
- eine Johannesglocke von 1517/1518, gegossen von Wolter Westerhues
- eine Simeonsglocke von 1660/1675, gegossen von Johannes Delapaix
- eine Marienglocke von 1680, gegossen von Gottfried Delapaix

Die Benediktsglocke von 1768, eine vierte kleinere Glocke, wurde im Ersten Weltkrieg eingeschmolzen. Auf der Vierung der Kirche befand sich einst auch ein kleiner Glockenturm mit drei Glocken, die nach der Säkularisierung 1803 abgenommen und verschenkt wurden.